# Machimus aurulentus
Machimus aurulentus là một loài ruồi trong họ Asilidae. Machimus aurulentus được Becker miêu tả năm 1925. Loài này phân bố ở miền Ấn Độ - Mã Lai và Cổ Bắc giớil.